# Super Bowl XV
Il Super Bowl XV è stata finale della stagione 1980 della National Football League, giocata il 25 gennaio 1981 al Louisiana Superdome di New Orleans tra i vincitori della National Football Conference (NFC), i Philadelphia Eagles, e quelli della American Football Conference (AFC) gli Oakland Raiders.
La gara fu disputata cinque giorni dopo la fine della crisi degli ostaggi in Iran e fu tenuta sotto un fervore patriottico, con le cerimonie pre-partita che celebrarono la fine della crisi.
I Raiders furono alla loro terza apparizione al Super Bowl dopo avere terminato la stagione regolare con un record di 11–5, perdendo il titolo della AFC West in favore dei San Diego Chargers per la classifica avulsa. Oakland raggiunse il Super Bowl battendo nei playoff Houston Oilers, Cleveland Browns e San Diego. Gli Eagles erano alla prima partecipazione al Super Bowl della loro storia dopo una stagione regolare terminata con un bilancio di 12–4 e avere superato nella post-season i Minnesota Vikings e i Dallas Cowboys.
Lanciati da due passaggi da touchdown del quarterback Jim Plunkett, i Raiders si portarono in vantaggio per 14-0 nel primo quarto, da cui gli Eagles non riuscirono mai a recuperare. Il linebacker di Oakland Rod Martin intercettò anche il quarterback di Philadelphia Ron Jaworski per tre volte, un record del Super Bowl. Plunkett fu nominato Super Bowl MVP lanciando 13 passaggi su 21 per 266 yard con 3 touchdown e correndo per 9 yard. Questi divenne il secondo vincitore dell'Heisman Trophy a vincere tale riconoscimento dopo Roger Staubach nel Super Bowl VI.
Il Super Bowl XV fu il primo visto in Italia, trasmesso da Canale 5: il commento fu affidato a Marco Lucchini, mentre il programma di presentazione fu condotto da Mike Bongiorno.

## Formazioni titolari
Membro della Pro Football Hall of Fame
| Oakland         |      | Philadelphia       |
| --------------- | ---- | ------------------ |
| Attacco         |      |                    |
| Cliff Branch    | WR   | Harold Carmichael  |
| Art Shell       | LT   | Stan Walters       |
| Gene Upshaw     | LG   | Petey Perot        |
| Dave Dalby      | C    | Guy Morriss        |
| Mickey Marvin   | RG   | Woody Peoples      |
| Henry Lawrence  | RT   | Jerry Sisemore     |
| Raymond Chester | TE   | Keith Krepfle      |
| Bob Chandler    | WR   | Charlie King       |
| Jim Plunkett    | QB   | Ron Jaworski       |
| Mark Van Eeghen | FB   | Leroy Harris       |
| Kenny King      | RB   | Wilbert Montgomery |
| Difesa          |      |                    |
| John Matuszak   | LE   | Dennis Harrison    |
| Reggie Kinlaw   | NT   | Charlie Johnson    |
| Dave Browning   | RE   | Carl Hairston      |
| Ted Hendricks   | LOLB | John Bunting       |
| Matt Millen     | LILB | Bill Bergey        |
| Bob Nelson      | RILB | Frank LeMaster     |
| Rod Martin      | ROLB | Jerry Robinson     |
| Lester Hayes    | LCB  | Roynell Young      |
| Dwayne O’Steen  | RCB  | Herman Edwards     |
| Mike Davis      | SS   | Randy Logan        |
| Burgess Owens   | FS   | Brenard Wilson     |

## Punti realizzati
- 1° quarto: touchdown di Cliff Branch su passaggio di 2 yards da Jim Plunkett (extra-point convertito) "0-7" - touchdown di Kenny King su passaggio di 80 yards da Jim Plunkett (extra-point convertito) "0-14".
- 2° quarto: field goal di 30 yards di Tony Franklin "3-14".
- 3° quarto: touchdown di Cliff Branch su passaggio di 29 yards da Jim Plunkett (extra-point convertito) "3-21" - field goal di 46 yards di Chris Bahr "3-24".
- 4° quarto: touchdown di Keith Krepfle su passaggio di 8 yards da Ron Jaworski (extra-point convertito) "10-24" - field goal di 35 yards di Chris Bahr "10-27".